# Charles Darling

Sir Charles Henry Darling

Sir Charles Henry Darling, KCB (* 19. Februar 1809 in Annapolis Royal, Nova Scotia, Kanada; † 25. Januar 1870 in Cheltenham, Gloucestershire, England) war ein britischer Kolonialadministrator.

## Biografie
Charles Darling entstammte einer Familie von Kolonialadministratoren. Sein Großvater mütterlicherseits Charles Cameron war Gouverneur der Bahamas. Sein Vater Henry Charles Darling war Gouverneur von Tobago, während sein Onkel Sir Ralph Darling Gouverneur von Mauritius sowie New South Wales war.
Charles Darling wurde 1841 Gouverneur von Barbados. Später war er von 1848 bis 1852 Vizegouverneur (Lieutenant Governor) von Saint Lucia, ehe er von 1852 bis 1855 Stellvertretender Gouverneur und als solcher 1854 amtierender Gouverneur der Kapkolonie war. Ihm zu Ehren wurde die 1853 gegründete Stadt Darling in Südafrika benannt.
Zwischen 1855 und 1857 war er zunächst Gouverneur von Neufundland und danach bis 1862 Gouverneur von Jamaika. Für seine Verdienste wurde ihm 1862 von Königin Victoria zum Knight Commander des Order of the Bath gemacht.
Zuletzt war er von September 1863 bis Mai 1866 Gouverneur von Victoria.